# 五十嵐仁之
五十嵐 仁之（いがらし ひとし、1953年（昭和28年）1月11日 - ）は、日本の画家、イラストレーター。山形県山形市生まれ。日本大学藝術学部美術学科油絵科卒業。三陽商会広告宣伝室を経て、現在、東京都渋谷区で有限会社スタジオ ジャングル・ジム代表。